# Saitō Toshimitsu
Saitō Toshimitsu est un nom japonais traditionnel ; le nom de famille (ou le nom d'école), Saitō, précède donc le prénom (ou le nom d'artiste).
Saitō Toshimitsu (斎藤 利三, 1534-6 juillet 1582) est un samouraï de l'époque Sengoku. D'abord obligé d'Inaba Ittetsu, il rejoint plus tard Akechi Mitsuhide. À l'annonce de cette nouvelle, Oda Nobunaga devient furieux et aurait tué Toshimitsu si Mitsuhide n'était pas intervenu. Toshimitsu joue également un rôle essentiel lors de l'incident du Honnō-ji et de la bataille de Yamazaki. Capturé après la bataille de Yamazaki il est exécuté. 
Dame Kasuga est la fille de Toshimitsu.

## Source de la traduction
- (en) Cet article est partiellement ou en totalité issu de l’article de Wikipédia en anglais intitulé « Saitō Toshimitsu » (voir la liste des auteurs).